# ビシャン・シング
ビシャン・シング（Bishan Singh, 1672年 - 1699年12月31日）は、北インドのラージャスターン地方、アンベール王国の君主（在位：1688年 - 1699年）。

## 生涯
1672年、アンベール王国の君主ラーム・シングの息子キシャン・シングの長男として、アンベールで誕生した。
1688年3月、祖父ラーム・シングが死亡したことにより、王位を継承した。同月30日、皇帝アウラングゼーブによって王であることが認められた。
1685年、マトゥラー方面でジャート族の反乱が勃発した。この反乱はよく組織され、ゲリラ戦の方法を取るとともに、それを略奪と併用した。そのため、アウラングゼーブは反乱を鎮圧するため、ビシャン・シングと交渉した。
交渉後、ビシャン・シングはマトゥラーのファウジュダール（治安・警察長官）に任命された。また、彼にはその地域全体がザミーンダーリー（ザミーンダールの権利）として与えられた。
だが、結果的にこのことはラージプートとジャートとのザミーンダーリー権をめぐる対立を難しくした。というのは、大部分の第一次ザミーンダールは土地所有耕作農民たるジャートであり、ラージプートは地税を徴収する中間ザミーンダールであったからである。
ジャート族は頑なに抵抗を重ねたものの、1691年までに指導者らは降伏した。だが、この地域のジャート農民は略奪活動を重ね、デリー・アーグラ間の街道は旅行者には危険なものとなった。
1696年、ビシャン・シングはデカン戦争に参戦するため、デカン地方に滞在するアウラングゼーブのもとに赴いた。だが、彼はアウラングゼーブの怒りを買い、アフガニスタンのカーブルに幽閉されていた皇子ムアッザムのもとに送られた。
1699年12月31日、ビシャン・シングはカーブルで死亡した。